# Virtual LAN

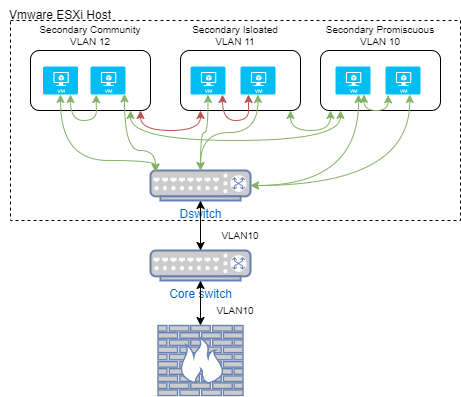
Uma rede local virtual, normalmente denominada de VLAN (Virtual Local Area Network), é uma rede logicamente independente.

Uma rede local virtual, normalmente denominada de VLAN (Virtual Local Area Network), é uma rede logicamente independente. Várias VLANs podem coexistir em um mesmo comutador (switch), de forma a dividir uma rede local (física) em mais de uma rede (virtual), criando domínios de broadcast separados. Uma VLAN também torna possível colocar em um mesmo domínio de broadcast, hosts com localizações físicas distintas e ligados a switches diferentes. Um outro propósito de uma rede virtual é restringir acesso a recursos de rede sem considerar a topologia da rede, porém este método é questionável e improvável.
Redes virtuais operam na camada 2 do modelo OSI. No entanto, uma VLAN geralmente é configurada para mapear diretamente uma rede ou sub-rede IP, o que dá a impressão que a camada 3 está envolvida.
Enlaces switch-a-switch e switch-a-roteador são chamados de troncos. Um roteador ou switch de camada 3 serve como o backbone entre o tráfego que passa através de VLANs diferentes.

## História
As primeiras VLANs geralmente eram configuradas, manualmente, para reduzir o tamanho do domínio de colisão em um segmento Ethernet muito extenso para melhorar o desempenho. Quando os switches descartaram este problema (já que não têm um domínio de colisão único), as atenções se voltaram para a redução do domínio de broadcast na camada MAC. Dependendo do tipo de configuração, os usuários ganham mobilidade física dentro da rede e a própria velocidade da rede aumentava.
O protocolo predominante atualmente é o IEEE 802.1Q. Antes da introdução do 802.1q, o protocolo ISL da Cisco, uma variante do IEEE 802.10, foi um dos vários protocolos proprietários. O ISL é desaprovado em favor do 802.1Q.

## Subdivisões de VLANs

### Métodos de configuração
Redes virtuais podem ser configuradas de várias formas:
- Nível do protocolo, IP, IPX, LAT, etc.
- Baseada no endereço MAC.
- Baseada na sub-rede IP.
- Baseada na porta do computador, e portanto, baseada no mundo real, como em departamento de marketing versus finanças.

### Estática x Dinâmica
VLANs podem ser estáticas ou dinâmicas:
- Estáticas: VLANs estáticas (ou baseadas em portas) são criadas atribuindo-se cada porta de um computador a uma VLAN. Quando um novo dispositivo se conecta à rede ele assume a VLAN da porta à qual ele está ligado. Em caso de mudança, se esse dispositivo for ligado a uma nova porta por exemplo, para mantê-lo na VLAN original será necessário que o administrador de rede reconfigure manualmente as associações porta-VLAN.
- Dinâmicas: VLANs dinâmicas são criadas e alteradas dinamicamente via software, através de um servidor VMPS (VLAN Management Policy Server) e de um banco de dados que armazena os dados dos membros das VLANs. VLANs dinâmicas baseiam-se em critérios estabelecidos pelo administrador de rede, como o MAC address ou o nome do usuário de rede de cada dispositivo conectado ao computador.

### Aberta x Fechada x Modo mixado
Um dispositivo de camada 2 pode implementar VLANs de três maneiras diferentes:
- VLANs abertas (Open VLANs) têm um banco de dados de endereço MAC único para todas as VLANs.
- VLANs fechadas (Closed VLANs) têm um banco de dados de endereço MAC separado para cada VLAN.
- VLANs de modo mixado (Mixed Mode VLANs) podem ser configuradas como aberta ou fechada por VLAN.

VLANs fechadas geralmente são consideradas mais seguras que VLANs abertas.

## Trunking
Marcação de quadro (frame-tagging) - 802.1Q: Modifica a informação contida dentro do quadro da camada 2, de modo que os switches possam identificar as VLANs de origem e destino e encaminhar o tráfego da forma adeqüada. O quadro Ethernet aumenta de tamanho para comportar o campo adicional, e quando sai do switch o campo é retirado.
Filtragem de quadro (frame-filtering): O switch procura por um certo critério (MAC, IP) no quadro e usa este sistema de comparação para encaminhar o tráfego para sua VLAN e destino corretos.

## Ver Também
- IEEE 802.1
- Shortest Path Bridging (SPB) - IEEE 802.1aq